# Eduard Friedrich Weber (Mediziner)

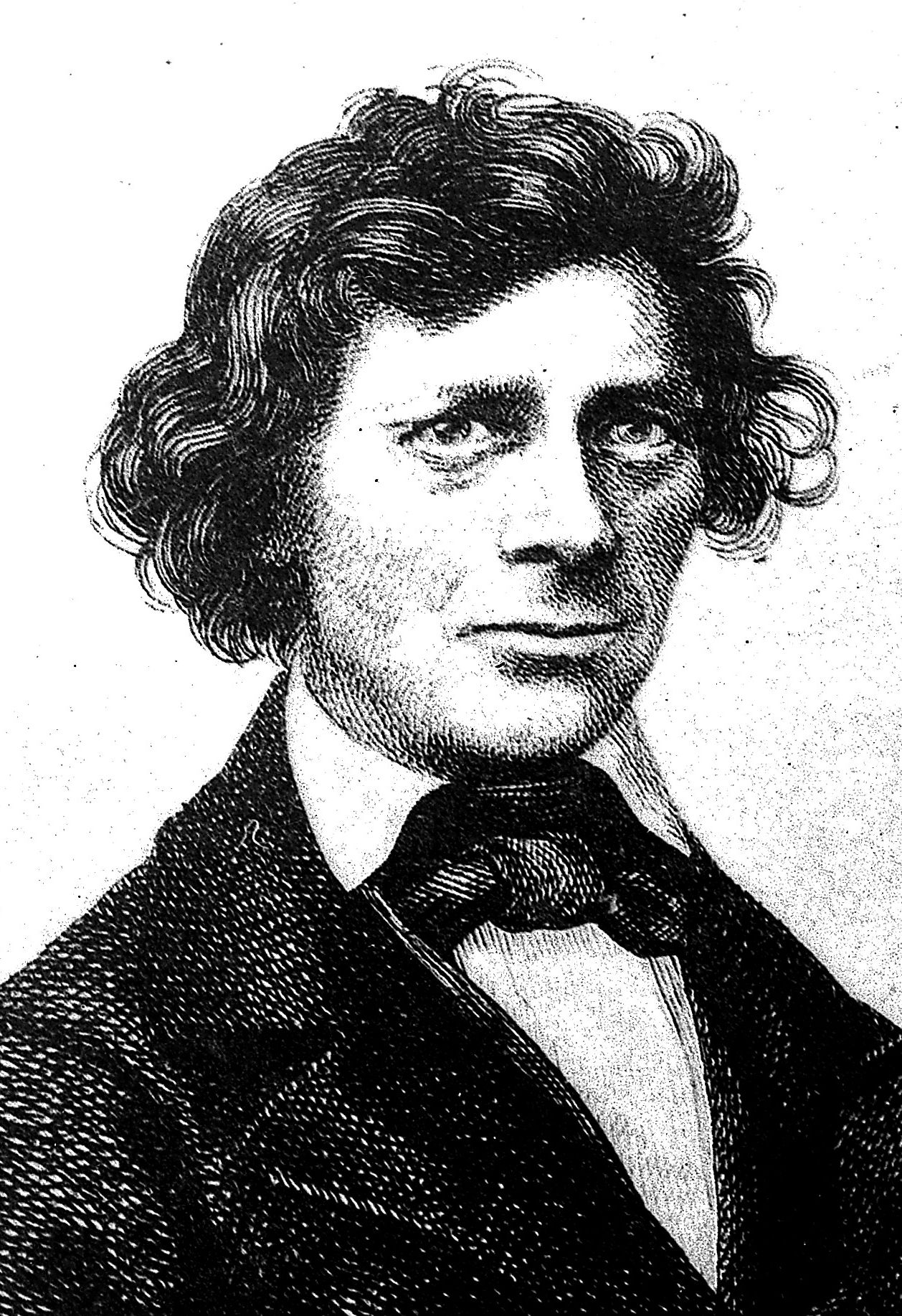
Eduard Weber. Credit: Wellcome Library

Eduard Friedrich Weber (* 10. März 1806 in Wittenberg; † 18. Mai 1871 in Leipzig) war ein deutscher Physiologe und Anatom.

## Leben
Der Sohn des Michael Weber und dessen erster Frau Christiana Wilhelmina Friederica Lippold, wurde auf der Waisenhausschule und dem Pädagogium in Halle (Saale) vorgebildet. Weber studierte Medizin in Universität Leipzig und Universität Halle-Wittenberg, wo er 1829 mit der 1830 gedruckten Inauguralabhandlung Disquisitio anatomica uteri et ovariorum puellae septimo a conceptione die defunctae („Anatomische Untersuchung der Gebärmutter und der Eierstöcke eines sieben Tage nach der Empfängnis verstorbenen Mädchens“) die medizinische Doktorwürde erlangte. Er praktizierte dann in Halle als Assistenzarzt an der Klinik von Krukenberg, in Naumburg (Saale) und Göttingen, wo er mit seinem Bruder Wilhelm Eduard die Mechanik der menschlichen Gehwerkzeuge (Göttingen 1836) bearbeitete. Sein weiterer Bruder Ernst Heinrich Weber war ebenfalls Mediziner.
1836 folgte Eduard Weber einem Ruf als Prosektor an die anatomische Anstalt zu Leipzig. 1838 habilitierte er sich als Privatdozent an der Universität Leipzig mit der Abhandlung Quaestiones physiologicae de phenomenis galvano-magneticis in corpore humano observatis (Physiologische Untersuchungen im menschlichen Körper beobachteter galvano-magnetischer Phänomene). In dieser Stellung, seit 1847 als außerordentlicher Professor, war er bis zu seinem Ableben tätig. Im Jahr 1845 berichteten Eduard und sein Bruder Ernst Weber über die verlangsamend auf die Herztätigkeit wirkende Vagusreizung. In ihrem Gründungsjahr 1846 wurde er als ordentliches Mitglied in die Königlich Sächsische Gesellschaft der Wissenschaften aufgenommen.
Durch seine Abhandlung Muskelbewegung in Rudolf Wagners Handwörterbuch der Physiologie eröffnete er in diesem Teil der Wissenschaft neue Bahnen.
Weber wurde in einem Ehrengrab in der V. Abteilung des Neuen Johannisfriedhofs beerdigt.